# Kunstraum Dornbirn
Der Kunstraum Dornbirn ist eine Institution, die im Bereich der zeitgenössischen bildenden Kunst Ausstellungen plant und durchführt.
Der Fokus des Ausstellungsraums in der Vorarlberger Stadt Dornbirn liegt beim Thema „Kunst und Natur“. Darunter ist der sinnliche, reflektierende und künstlerisch-analytische Umgang mit dem Naturbegriff, mit zeitgemäßen Brüchen im Naturempfinden und dem Spannungsfeld zwischen künstlichen und natürlichen Wahrnehmungswelten zu verstehen.
Im Juni 2019 wurde bekannt, dass Gerald Matt Ekkehard Bechtold als ehrenamtlicher Präsident des Vereins „Kunstraum Dornbirn“ mit 1. Juli 2019 nachfolgen soll. Bechtold war zuvor fünfzehn Jahre lang Präsident des 1987 gegründeten Vereins.

## Architektur

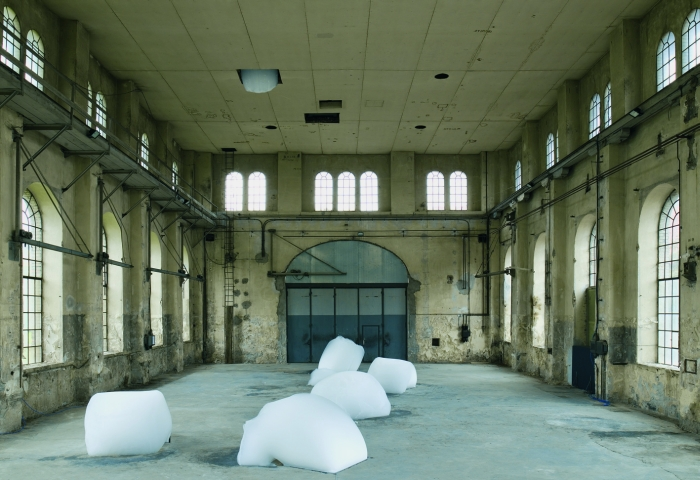
Falling Garden von Michel Blazy im Kunstraum Dornbirn, 2007.

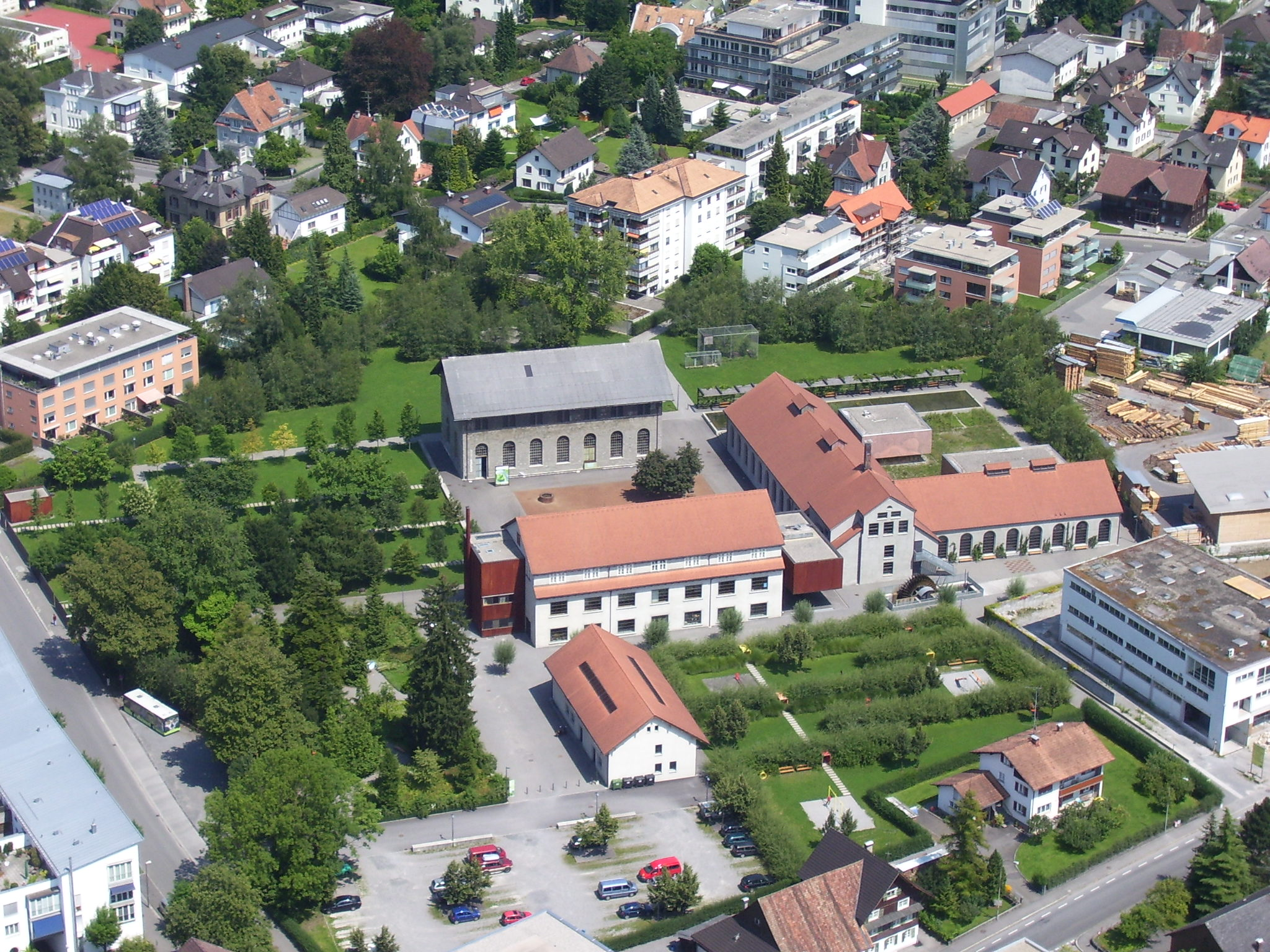
Das Gebäude des Kunstraums Dornbirn im Areal der Rüschwerke (Bildmitte mit grauem Dach).

Ausstellungsort ist die Montagehalle der ehemaligen Rüschwerke im Stadtgarten in der Jahngasse 9. Die Firma war ein wichtiger Turbinenbau-Betrieb in der Österreich-Ungarischen Monarchie. 1893 wurde die große Montagehalle aus Backsteinen errichtet, da die Anzahl und Dimensionen der Turbinen-Laufräder und Anlagen immer größer und dringend mehr Platz benötigt wurde. Die Halle misst mit einer Länge von 30 Metern und einer Breite von 14 Metern eine Gesamtfläche von 440 m², die Ausstellungsfläche umfasst rund 350 m². Die Höhe von 11,5 Metern und das große Zufahrtstor macht die Montagehalle für LKW befahrbar.
Der Kunstraum Dornbirn gibt vor allem anerkannten Künstlern, aber auch interessanten experimentellen Positionen junger Künstler die Möglichkeit, ihren Bezug zur Natur und ihre Sicht der Dinge künstlerisch umzusetzen. Dabei wird den Künstlern im Hinblick auf die verwendeten Medien keinerlei Vorgaben gemacht. Die Kunstwerke entstehen im Wesentlichen vor Ort. Einzige Grenzen, die dem künstlerischen Schaffen dabei gesetzt sind, ist die Dimension der Halle und die finanziellen Mittel der Kommunen.

## Ausstellungen
- 2004: Tony Matell – Fuck'd and The Oracle
- 2004: Tamara Grcic – lichtgrün, grün, feuille-morte
- 2004: Franziska & Lois Weinberger – Wir sind des Baumes müde.
- 2005; Gloria Friedman – Play-Back aus Eden
- 2005: Marco Evaristti – Pink State
- 2005:  Franz Huemer – … der letzte Rest vom abgespaltenen Paradies
- 2006: Olaf Nicolai – Constantin
- 2006: Simon Wachsmuth – The things which I have seen I now can see no more
- 2006: Zerstörte Welten – Sammelausstellung u. a. mit Damien Hirst, Andreja Kulunčić, Dieter Buchhart
- 2007: Roman Signer – Aktion „Fahrt an der Decke“
- 2007: Urs-Peter Twellmann – Forstrevier 3
- 2007: Teres Wydler – N.I.C.E. Nature In Corrosive Ecstasy©
- 2007: Michel Blazy – Falling Garden
- 2008: Roman Signer – Installation – Unfall als Skulptur
- 2008: Simon Starling – Plant Room
- 2008: Mark Dion – Concerning Hunting
- 2009: Mathias Kessler – The taste of discovery
- 2009: Fides Becker – Ein Panorama
- 2009: Igor Sacharow-Ross – Nicht gefiltert
- 2010: Jan Kopp – Das endlose Spiel
- 2010: Klaus Mosettig – Nature morte
- 2010: Peter Buggenhout – caterpillar logic
- 2011: Alfred Graf – Uni ver sal mus eum
- 2011: Erwin Wurm – Narrow House
- 2011: Didier Marcel – Red Harvest
- 2012: Not Vital – Lasst hundert Blumen blühen
- 2012: Nin Brudermann – Twelve O’Clock In London: Austria/Autriche
- 2012: Tue Greenfort – Eine Berggeschichte
- 2013: Martin Walde – Von Moment zu Moment
- 2013: Jonathan Monk – Less Is More Than One Hundred Indian Bicycles (with words from Rirkrit Tiravanija and a Silver Shadow)
- 2013: Gabriela Gerber & Lukas Bardill – Dornröschens Ranken wachsen im Kunstraum
- 2014: Esther Stocker – Zweifel an der Geraden
- 2014: Stefan Waibel – Ideal Nature Machine
- 2014: Thilo Frank – Levitation
- 2015: Berlinde De Bruyckere – The Embalmer
- 2015: Jan Švankmajer – Das Universum des Jan Švankmajer
- 2015: Christoph & Markus Getzner – Von der  Kürze der Dauer
- 2016: Zilvinas Kempinas – TUBE[2]

## Publikationen Ausstellungskataloge (Auswahl)
- Tony Matelli – Fuck’d and The Oracle. Texte von Ursula Maria Probst und Erik Nils Frydenborg, ISBN 3-936711-57-7; 2004.
- Tamara Grcic – Lichtgrün, grün, feuille-morte. Text von Konrad Bitterli, ISBN 3-936711-38-0; 2004.
- Gloria Friedmann – Play-Back aus Eden. Texte von Dieter Buchhart, Friedemann Malsch und Heike Strelow, ISBN 3-936711-83-6; 2005.
- Franz Huemer – „… der letzte Rest vom abgespaltenen Paradies“. Texte von Kurt Bracharz und Dorothee Messmer, ISBN 3-936711-76-3; 2005.
- Marco Evaristti – Pink State. Texte von Dieter Buchhardt, Anna Karina Hofbauer und Petra Schröck, ISBN 3-936711-82-8; 2005.
- Zerstörte Welten und die Utopie der Rekonstruktion. Texte von Dieter Buchhart & Anna Karina Hofbauer, Andrea Domesle und Heike Strelow, ISBN 3-938821-74-4; 2006.
- Forstrevier 3 – Urs-P. Twellmann. Text und Interview von/mit Nina Schedlmayer und Urs-P. Twellmann, ISBN 978-3-939738-67-1, 2007.
- N.I.C.E. – Nature In Corrosive Ecsasy© – Teres Wydler. Texte von Ursula Maria Probst, Elio Schenini, Corinne Schatz,  ISBN 978-3-939738-68-8, 2007.
- Falling Garden – Michel Blazy. Text und Interview von/mit Bärbel Vischer und Michel Blazy, ISBN 978-3-939738-50-3; 2007.
- Die Dinge kann ich nicht mehr sehen, wie ich sie einmal sah – Simon Wachsmuth. Texte von Cosima Rainer und Markus Bertsch. ISBN 3-939739-13-8; 2007.
- Plant Room – Simon Starling. Texte und Bilder zur Ausstellung, ISBN 978-3-940748-75-1, 2008.
- Concerning Hunting – Mark Dion. Texte und Bilder zur Ausstellung, ISBN 978-3-7757-2197-4, 2008.
- CONSTANTIN – Olaf Nicolai. Texte und Bilder zur Ausstellung,  ISBN 3-940064-81-5, 2008.
- The Taste of Discovery – Mathias Kessler. Texte und Bilder zur Ausstellung, ISBN 978-3-941185-71-5, 2009.
- Ein Panorama – Fides Becker. Texte und Bilder zur Ausstellung, ISBN 978-3-941185-70-8, 2009.
- Nicht gefiltert – Igor Sacharow-Ross. Texte und Bilder zur Ausstellung, ISBN 978-3-941185-83-8, 2009.
- caterpillar logic – Peter Buggenhout. Texte und Bilder zur Ausstellung, ISBN 978-3-86984-133-5, 2010.
- Nature morte – Klaus Mosettig. Texte und Bilder zur Ausstellung,  ISBN 978-3-86984-028-4, 2010.
- Das endlose Spiel – Jan Kopp. Texte und Bilder zur Ausstellung, ISBN 978-3-86984-030-7, 2010.
- Red Harvest – Didier Marcel. Texte und Bilder zur Ausstellung, ISBN 978-3-86984-247-9, 2011.
- Narrow House – Erwin Wurm. Texte und Bilder zur Ausstellung, ISBN 978-3-86984-245-5, 2011.
- Uni ver sal mus eum – Alfred Graf. Texte und Bilder zur Ausstellung,  ISBN 978-3-86984-243-1, 2011.
- Lasst hundert Blumen blühen – Not Vital, Texte und Bilder zur Ausstellung, ISBN 978-3-86984-348-3, 2012.
- Twelve O’Clock In London – Nin Brudermann. Texte und Bilder zur Ausstellung,  ISBN 978-3-86984-363-6, 2012.